# Jewels II
Jewels II è una raccolta di brani della rock band Queen, pubblicato il 26 aprile 2005 solo per il mercato giapponese.

## Tracce
1. Tie Your Mother Down - (May)
2. Hammer to Fall - (May)
3. Bicycle Race  - (Mercury)
4. I Want to Break Free  - (Deacon)
5. Good Old-Fashioned Lover Boy  - (Mercury)
6. Save Me - (May)
7. One Vision  - (Queen)
8. I Want It All  - (May)
9. Love of My Life  - (Mercury)
10. '39  - (May)
11. Made in Heaven  - (Mercury)
12. Seven Seas of Rhye  - (Freddie Mercury)
13. Now I'm Here  - (May)
14. Keep Yourself Alive  - (Brian May)
15. These Are the Days of Our Lives  - (Queen)
16. Teo Torriatte - (high definition mix 2005)  - (May)

### Video
17. We Will Rock You (estratto da Queen on Fire - Live at the Bowl dvd)

18. Sheer Heart Attack (estratto da Queen on Fire - Live at the Bowl dvd)